# Maroroni
Maroroni ist ein Verwaltungsbezirk (Ward) des Distrikts Meru in der tansanischen Region Arusha.

## Geografie
Maroroni liegt im Norden von Tansania, etwa 25 Kilometer südöstlich der Regionshauptstadt Arusha. Das Gebiet liegt südlich der Nationalstraße von Arusha nach Moshi, die Grenze im Westen bildet der Usa River. Der Bezirk hat eine Fläche von 116 Quadratkilometern. Bei der Volkszählung 2022 lebten hier 16.113 Menschen in 4162 Haushalten.

## Gliederung
Der Bezirk besteht aus vier Gemeinden (Mtaa) mit 17 Orten (Kitongoji):
| Maroroni - Kilimamoja - TANESCO - Kanani - Zaire - Nazareti | Samaria - Bondeni - Kijenge - Zaire - Savana - Kati | Kwaugoro - Zaire - Yeriko - Kilombero - Migandini - Magandini | Migandini - Migandini - Magadini |

## Wirtschaft und Infrastruktur
- Gesundheit: Im Bezirk liegen zwei staatliche Apotheken, je eine in den Gemeinden Maroroni[6] und Samaria.[7]
- Bildung: Die Maroroni Secondary School ist eine weiterführende Schule, die Burschen und Mädchen bis zur 4. Stufe ausbildet.[8]